# João de Brito
Svatý João de Brito také známý jako Arul Anandar (1. března 1647, Lisabon – 4. února 1693, Orur) byl portugalský jezuitský misionář a mučedník.

## Život
Narodil se 1. března 1647 v Lisabonu do mocné aristokratické portugalské rodiny. Jeho otec byl Salvador de Britto Pereira, který zemřel během služby jako místokrál portugalské Brazilské kolonie.
Roku 1662 vstoupil k Jezuitům a studoval na Univerzitě Coimbra. Roku 1673 odcestoval jako misionář do indického Madurai (dnes stát Tamilnádu), kde kázal mezi Maravary. Sám se přejmenoval na Arula Anandara (tamilsky: அருளானந்தர்). Vládce maravarské země ho roku 1684 uvěznil. Poté byl vyhoštěn a roku 1687 se vrátil do Lisabonu, kde začal pracovat jako misijní prokurátor. Král Petr II. Portugalský chtěl, aby zůstal ve své rodné zemi, ale João se roku 1690 rozhodl vrátit mezi Maravary s dalšími 24 novými misionáři.
Maduraiská misie byla odvážným pokusem založit Indickou katolickou církev, která byla relativně bez evropské kulturní nadvlády. Naučil se domorodé jazyky, oblékal se do žluté bavlny a žil jako Tamil, zdržující se všech druhů živočišné potravy a vína. Snažil se učit katolickou víru v kategoriích a konceptech, které by dávaly smysl lidem, které učil. Tato metoda navržená a praktikovaná italským jezuitským misionářem Robertem de Nobili se setkala s pozoruhodným úspěchem. Britto zůstal až do konce života přísným veganem, odmítal maso, ryby, vejce a alkohol a živil se pouze luštěninami, ovocem a bylinkami.
Kázání otce Joãa vedlo ke konverzi maravarského prince Thadiyathevana (தடியத் தேவன்) ke křesťanství. Když měl princ propustit všechny manželky kromě jedné, vyvstal vážný problém. Jedna z jeho manželek, byla neteř sousedního krále Ramnadu Raghunatha Kilavana, který se pustil do této záležitosti a započal pronásledování křesťanů. Joãoni katecheté byli odvedeni do hlavního města Ramanathapuram. Odtud byl odveden do Oruru (ஓரியூர்), asi 48 km severně podél pobřeží, kde byl 4. února 1693 popraven.

## Svatořečení
Dne 21. srpna 1853 byl papežem Piem IX. blahořečen jako mučedník a 22. června 1947 jej papež Pius XII. svatořečil.
Jeho svátek se slaví 4. února.